# 피라미드 게임
피라미드 게임은 매주 토요일마다 네이버 웹툰에서 연재 중인 웹툰이다.

## 미디어 믹스
- 2024년 2월 29일, 티빙에서 이 작품을 원작으로 극화한 동명의 드라마가 공개되었다.[1]
- 2024년 4월 10일, 라프텔에서 애니메이션화도 결정되었다.[2]

1. ↑  “티빙”. 2024년 11월 12일에 확인함.
2. ↑  “Instagram”. 2024년 11월 12일에 확인함.